# San Luis de Gaceno
Pour les articles homonymes, voir San Luis.
San Luis de Gaceno est une municipalité située dans le département de Boyacá, en Colombie.